# Mathilde de Morny
Mathilde de Morny (26. května 1863 Paříž – 29. července 1944 Paříž) byla francouzská aristokratka a umělkyně. Byla známá pod přezdívkou „Missy” nebo uměleckým pseudonymem „Yssim” (anagram Missy) nebo jako „Max”, „Strýček Max” (francouzsky: Oncle Max) nebo „Monsieur le Marquis”. Byla aktivní malířkou a sochařkou, studovala pod vedením sochaře Édouarda-Gustave-Louis Millet de Marcilly.

## Životopis
Byla čtvrtým dítětem hraběte Charlese de Morny a Sofije Sergejevny Trubeckaji. Charles byl nevlastním bratrem Napoleona III., zatímco Sofie mohla být nemanželskou dcerou Mikuláše I. Jako teenagerka se Mathilde de Morny držela konvenčního oblékání. Článek z časopisu z roku 1882 popisuje čerstvě provdanou markýzu jako oblečenou „v šatech v nejsvětlejším odstínu lila, z kombinace tylu a hedvábí“ a dodává, že Morny „není přesně vzato krásná, ale má velmi originální tvář – je velmi bledá, s pevně zasazeným výrazem, nejtmavšíma očima a množstvím velmi světlých vlasů.“ V dospělosti se však oblékala do pánského oblečení a užívala jméno „Max”. Byla společenskou celebritou a malířkou.

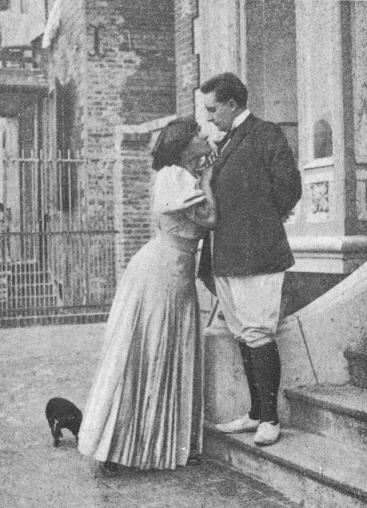
Colette a Mathilde „Missy” de Morny

Svým extravagantním chováním se Morny stala celebritou období Belle Époque. Navzdory svatbě v roce 1881 se známým homosexuálem Jacquesem Godartem, 6. markýzem de Belbeuf (1850–1906), se kterým se rozvedla v roce 1903, dávala Morny otevřeně najevo svou náklonnost k ženám. Ačkoliv byla láska mezi ženami tehdy v módě, Morny za ni byla kritizována, zejména kvůli svému velmi maskulinnímu oblečení a vystupování. V té době mohlo nošení kalhot ženou vyvolat skandál, i když to bylo legálně povoleno – jako například v případě umělkyně Rosy Bonheur, která si musela vyžádat povolení od policie, aby mohla nosit kalhoty při malování v přírodě. Morny nosila kompletní třídílný oblek (který byl stejně jako kalhoty ve Francii zakázán pro kohokoli kromě mužů), měla krátké vlasy a kouřila doutník.
Morny se stala milenkou několika pařížských žen, včetně Liane de Pougy a Colette. Od léta 1906 spolu s Colette žily ve vile „Belle Plage“ v Le Crotoy, kde Colette napsala Les Vrilles de la vigne a La Vagabonde, které měly být adaptovány pro filmové plátno Musidorou. Dne 3. ledna 1907 obě uvedly v Moulin Rouge pantomimu s názvem Rêve d'Égypte („Sen o Egyptě“), v níž Morny způsobila skandál, když hrála egyptologa během milostné scény se ženou – polibek mezi nimi málem způsobil výtržnosti a představení zastavil policejní prefekt Louis Lépine. Od té doby už spolu nemohly otevřeně žít, ačkoli jejich vztah trval až do roku 1912. Morny se také stala inspirací pro postavu „La Chevalière“ v románu Colette Le Pur et l'impur, kterou popisuje jako oblečenou „v temném mužském oděvu, popírajícím jakoukoli představu veselosti nebo chvástavosti...“. Narodila se jako princ, a přesto žila v chudobě.“
Dne 21. června 1910 pár koupil panství „Rozven“ v Saint-Coulomb v Bretani (jeho majitel, baron du Crest, prodej odmítl, protože Morny nebyla oblečená jako žena, a tak Colette podepsala kupní smlouvu místo ní) – ve stejný den první komora tribunálu nejvyšší instance departementu Seine vynesla rozsudek o rozvodu Colette s Henrym Gauthier-Villarsem. Když se o rok později Collete s Morny rozešly, Colette si dům ponechala.
Koncem května 1944 se Morny pokusila o sebevraždu, kterou Colette popsala jako „něco jako harakiri“. Mathilde de Morny zemřela 29. června 1944 ve věku 81 let. Udusila se plynem z plynového vařiče.

## V kultuře
Morny je jednou z hlavních postav ve filmu Colette z roku 2018, kterou hraje Denise Gough.